# 1995年大阪府知事選挙
1995年大阪府知事選挙（1995ねんおおさかふちじせんきょ）は、1995年（平成7年）4月9日に投開票が行われた大阪府知事（第13期）を選出する選挙です。

## 概要
現職の中川和雄がヤミ献金疑惑で府議会で不出馬を表明し、新人5人による選挙戦となった。
国政与党の自由民主党、日本社会党、新党さきがけは前科学技術事務次官の平野拓也を擁立。野党の新進党、公明も推薦した。
参議院議員の横山ノックが出馬表明し、政党の支援を受けなかったが無党派層の支援を受け約160万票を超える得票で次点の平野に40万以上の差をつけて圧勝した。

## 選挙結果
1995年（平成7年）4月9日 （投票率 : 52.27%）

選挙事由：任期満了
| 当落 | 得票数                                   | 得票率                           | 候補者                                       | 党派（推薦）        | 知事歴 |
| ---- | ---------------------------------------- | -------------------------------- | -------------------------------------------- | ------------------- | ------ |
| ○    | 1,625,256 1,147,416 570,869 21,356 4,548 | 48.24% 34.05% 16.94% 0.63% 0.14% | 横山ノック 平野拓也 小林勤武 芝谷英夫 橘高明 | 無所属 アジア建国党 | 新人   |